# Luigi Pini
Luigi Pini (Fontanellato, 20 gennaio 1790 – Fontanellato, 26 febbraio 1848) è stato un cornista italiano.

## Biografia
Studiò musica nella scuola istituita a Fontanellato dal conte Sanvitale. 
Inventò il corno da caccia con otto chiavi, presentato nel 1821 alla duchessa Maria Luigia. Il nuovo strumento gli ottenne una modesta regalia e venne spedito presso l'Imperiale accademia musicale di Vienna per un parere. Il conservatorio di musica di Milano nel 1823 approvò e lodò l'invenzione, mentre da Vienna non vi fu alcuna risposta. 
Un corno del Pini è esposto a Bologna, presso il Museo dell'Archiginnasio, al quale fu donato dal conte Alberto Sanvitale.
A Luigi Pini è stato dedicato il corpo bandistico e una via del suo paese natale.